# Andrine Flemmen
Andrine Flemmen (Molde, 29 de diciembre de 1974) es una deportista noruega que compitió en esquí alpino.
Ganó una medalla de plata en el Campeonato Mundial de Esquí Alpino de 1999, en la prueba de eslalon gigante. En la Copa del Mundo consiguió tres victorias y once podios en total.
Participó en dos Juegos Olímpicos de Invierno, en los años 1998 y 2002, ocupando el décimo lugar en Nagano 1998, en la prueba de eslalon gigante.
Intervino en algunos concursos de televisión: Mesternes Mester , Skal vi danse y 71 grader nord.

## Palmarés internacional
| Campeonato Mundial | Campeonato Mundial                 | Campeonato Mundial | Campeonato Mundial |
| Año                | Lugar                              | Medalla            | Prueba             |
| ------------------ | ---------------------------------- | ------------------ | ------------------ |
| 1999               | Vail/Beaver Creek (Estados Unidos) | Medalla de plata   | Eslalon gigante    |